# Laval-Saint-Roman
Pour les articles homonymes, voir Laval.
Laval-Saint-Roman est une commune française située dans le nord-est du département du Gard en région Occitanie.
Exposée à un climat méditerranéen, elle est drainée par le Valat d'Aiguèze et par deux autres cours d'eau. La commune possède un patrimoine naturel remarquable composé de deux zones naturelles d'intérêt écologique, faunistique et floristique.
Laval-Saint-Roman est une commune rurale qui compte 213 habitants en 2022, après avoir connu une forte hausse de la population depuis 1968.  Ses habitants sont appelés les Lavallois ou  Lavalloises.

## Géographie

### Localisation
Laval-Saint-Roman est une commune située dans le nord est du département du Gard, au sud de la Réserve naturelle nationale des gorges de l'Ardèche.
| Labastide-de-Virac         | Saint-Remèze               | Aiguèze       |
| Saint-Julien-de-Peyrolas   | Laval-Saint-Roman          | Orgnac-l'aven |
| Saint-Christol-de-Rodières | Saint-Christol-de-Rodières | Issirac       |

### Hydrographie et relief
La commune est arrosée, d'ouest en est, par le « ruisseau des canaux ».

### Climat
Pour des articles plus généraux, voir Climat de l'Occitanie et Climat du Gard.
En 2010, le climat de la commune est de type climat méditerranéen franc, selon une étude s'appuyant sur une série de données couvrant la période 1971-2000. En 2020, Météo-France publie une typologie des climats de la France métropolitaine dans laquelle la commune est exposée à un climat méditerranéen et est dans la région climatique Provence, Languedoc-Roussillon, caractérisée par une pluviométrie faible en été, un très bon ensoleillement (2 600 h/an), un été chaud (21,5 °C), un air très sec en été, sec en toutes saisons, des vents forts (fréquence de 40 à 50 % de vents > 5 m/s) et peu de brouillards.
Pour la période 1971-2000, la température annuelle moyenne est de 12,6 °C, avec une amplitude thermique annuelle de 17,2 °C. Le cumul annuel moyen de précipitations est de 899 mm, avec 6,3 jours de précipitations en janvier et 3,5 jours en juillet. Pour la période 1991-2020, la température moyenne annuelle observée sur la station météorologique la plus proche, située sur la commune de Montclus à 8 km à vol d'oiseau, est de 13,7 °C et le cumul annuel moyen de précipitations est de 951,2 mm,. Pour l'avenir, les paramètres climatiques de la commune estimés pour 2050 selon différents scénarios d’émission de gaz à effet de serre sont consultables sur un site dédié publié par Météo-France en novembre 2022.

### Milieux naturels et biodiversité

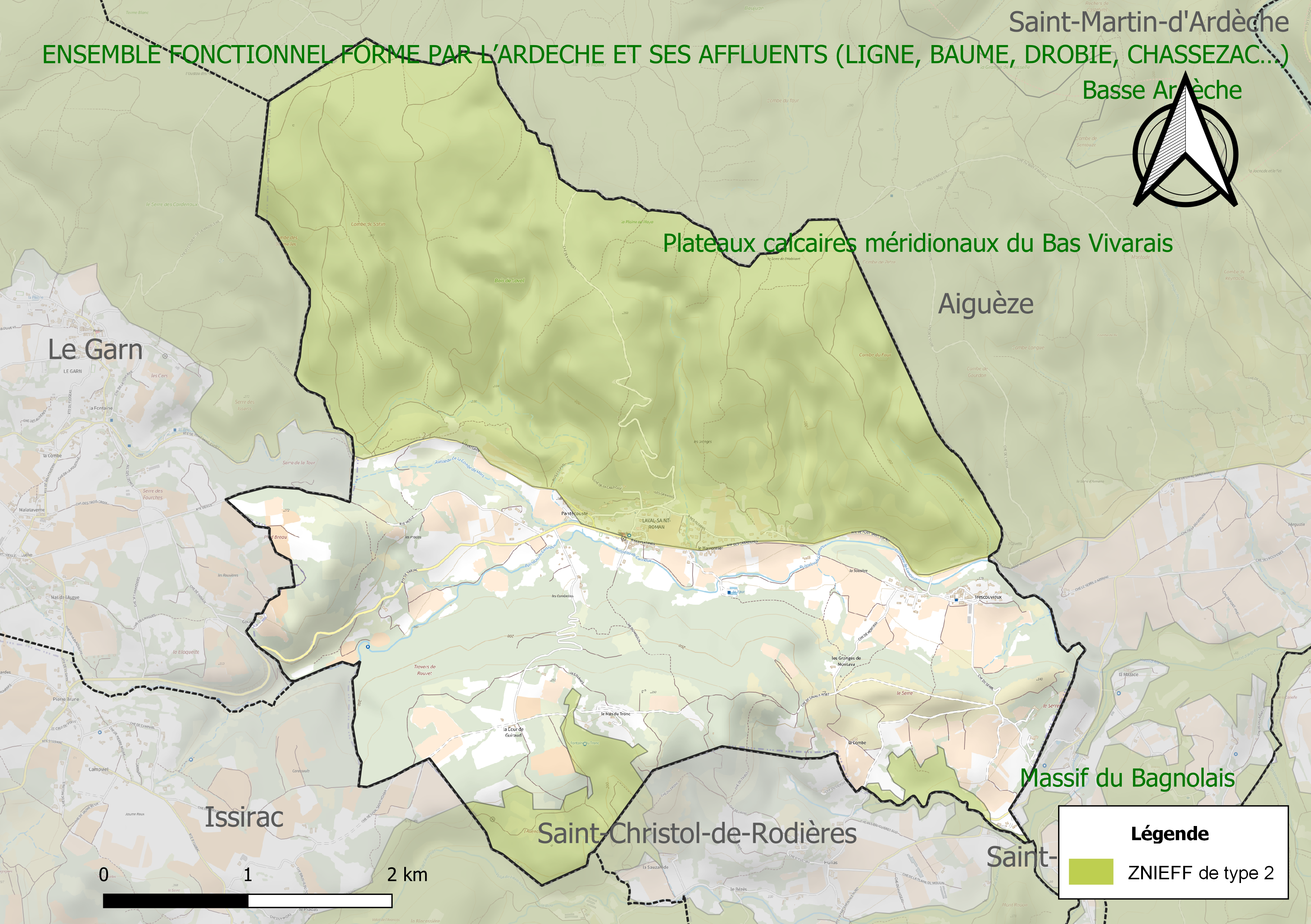
Carte des ZNIEFF de type 2 localisées sur la commune.

L’inventaire des zones naturelles d'intérêt écologique, faunistique et floristique (ZNIEFF) a pour objectif de réaliser une couverture des zones les plus intéressantes sur le plan écologique, essentiellement dans la perspective d’améliorer la connaissance du patrimoine naturel national et de fournir aux différents décideurs un outil d’aide à la prise en compte de l’environnement dans l’aménagement du territoire.
Deux ZNIEFF de type 2 sont recensées sur la commune :
- le « massif du Bagnolais » (7 716 ha), couvrant 18 communes du département[8] ;
- les « plateaux calcaires méridionaux du Bas Vivarais » (8 289 ha), couvrant 7 communes du département[9].

## Urbanisme

### Typologie
Au 1er janvier 2024, Laval-Saint-Roman est catégorisée commune rurale à habitat dispersé, selon la nouvelle grille communale de densité à sept niveaux définie par l'Insee en 2022.
Elle est située hors unité urbaine et hors attraction des villes,.

### Occupation des sols
L'occupation des sols de la commune, telle qu'elle ressort de la base de données européenne d’occupation biophysique des sols Corine Land Cover (CLC), est marquée par l'importance des forêts et milieux semi-naturels (78,2 % en 2018), une proportion identique à celle de 1990 (78,2 %). La répartition détaillée en 2018 est la suivante : 
forêts (52,6 %), milieux à végétation arbustive et/ou herbacée (25,6 %), cultures permanentes (17,5 %), zones agricoles hétérogènes (4,3 %). L'évolution de l’occupation des sols de la commune et de ses infrastructures peut être observée sur les différentes représentations cartographiques du territoire : la carte de Cassini (XVIIIe siècle), la carte d'état-major (1820-1866) et les cartes ou photos aériennes de l'IGN pour la période actuelle (1950 à aujourd'hui).

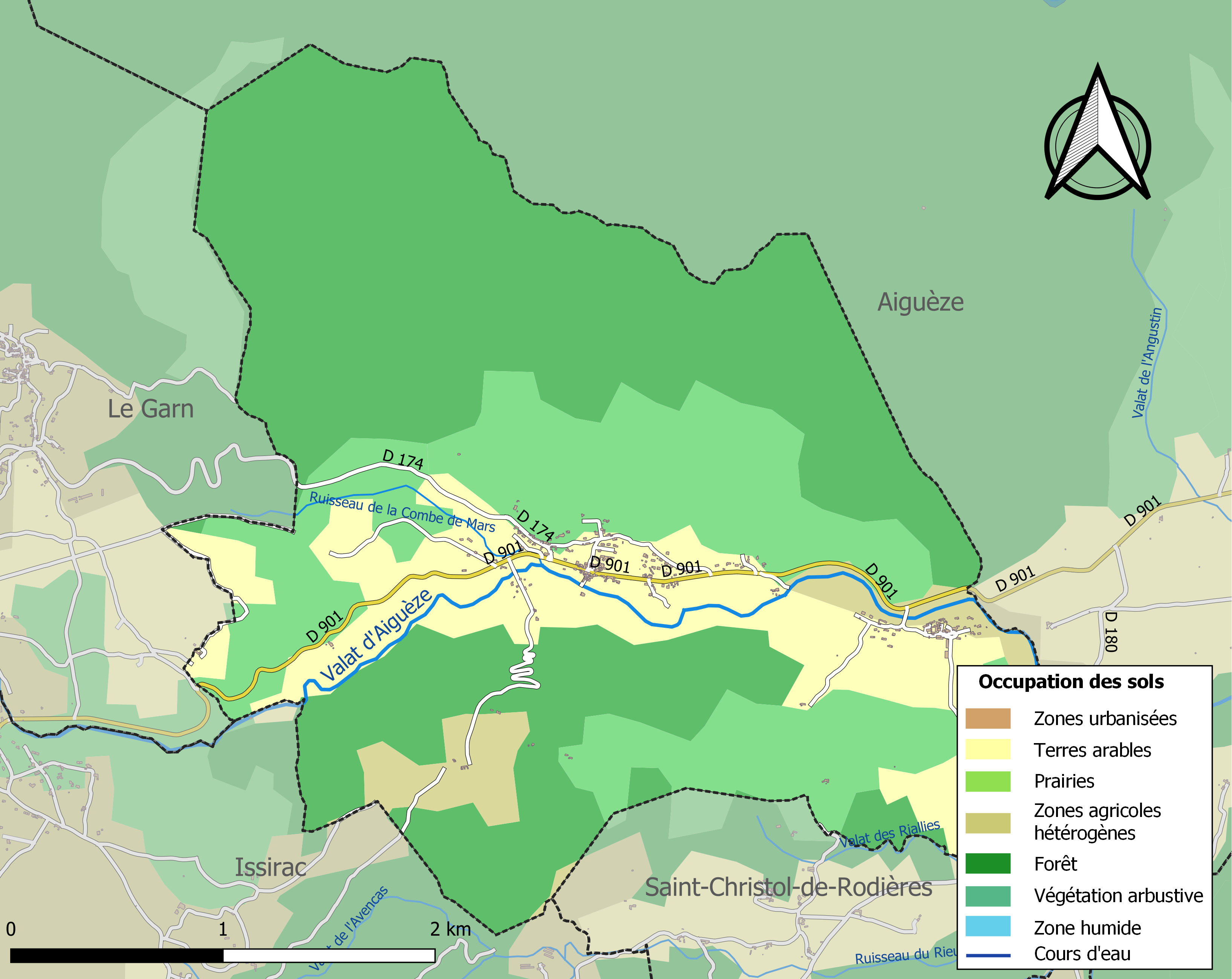
Carte des infrastructures et de l'occupation des sols de la commune en 2018 (CLC).

### Risques majeurs
Le territoire de la commune de Laval-Saint-Roman est vulnérable à différents aléas naturels : météorologiques (tempête, orage, neige, grand froid, canicule ou sécheresse), inondations, feux de forêts et séisme (sismicité modérée). Il est également exposé à un risque technologique, le risque nucléaire. Un site publié par le BRGM permet d'évaluer simplement et rapidement les risques d'un bien localisé soit par son adresse soit par le numéro de sa parcelle.

#### Risques naturels
Certaines parties du territoire communal sont susceptibles d’être affectées par le risque d’inondation par débordement de cours d'eau, notamment le Valat d'Aiguèze. La commune a été reconnue en état de catastrophe naturelle au titre des dommages causés par les inondations et coulées de boue survenues en 1982, 1988, 1991, 1998, 2002 et 2018,.

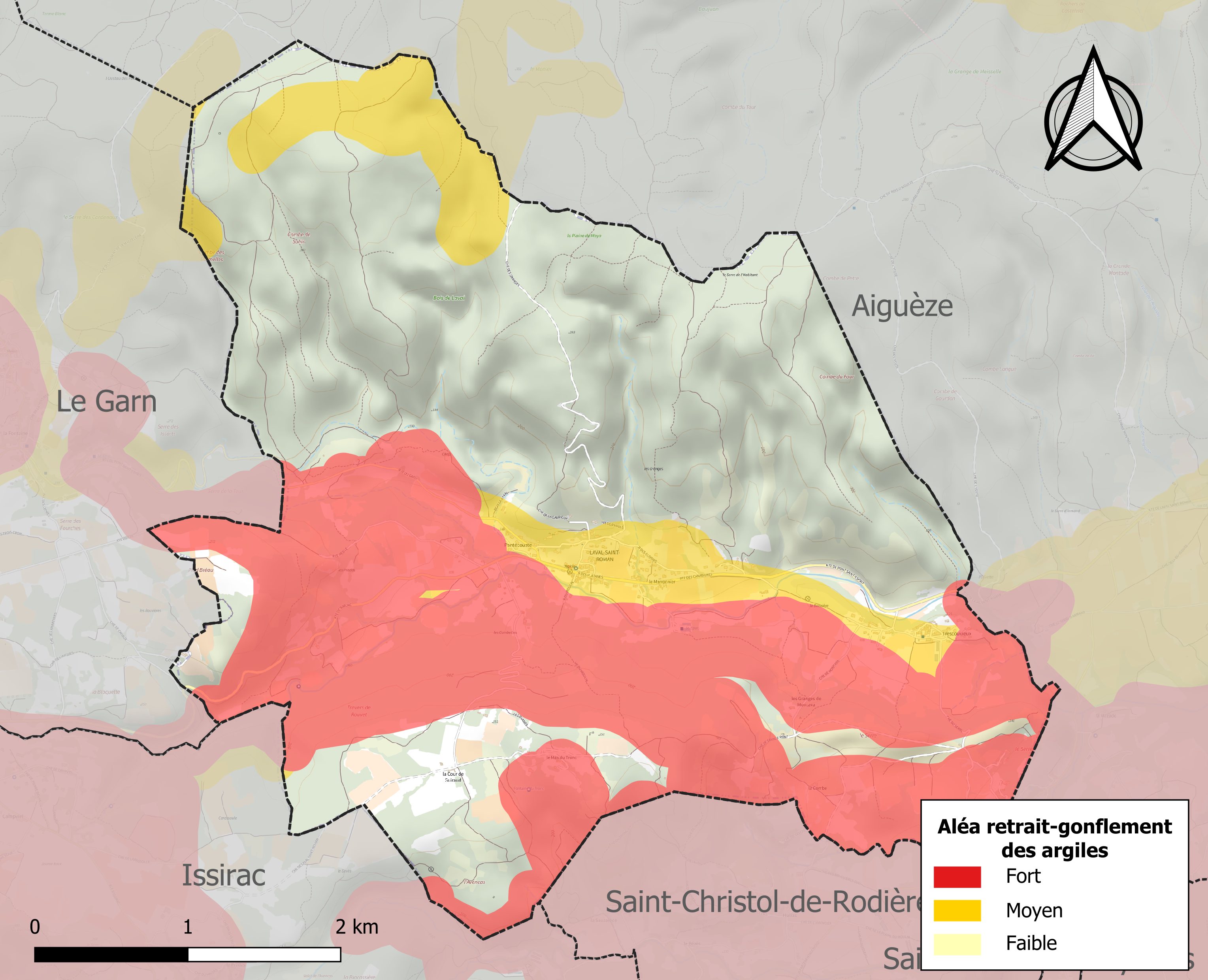
Carte des zones d'aléa retrait-gonflement des sols argileux de Laval-Saint-Roman.

Le retrait-gonflement des sols argileux est susceptible d'engendrer des dommages importants aux bâtiments en cas d’alternance de périodes de sécheresse et de pluie. 47,7 % de la superficie communale est en aléa moyen ou fort (67,5 % au niveau départemental et 48,5 % au niveau national). Sur les 142 bâtiments dénombrés sur la commune en 2019, 131 sont en aléa moyen ou fort, soit 92 %, à comparer aux 90 % au niveau départemental et 54 % au niveau national. Une cartographie de l'exposition du territoire national au retrait gonflement des sols argileux est disponible sur le site du BRGM,.
Par ailleurs, afin de mieux appréhender le risque d’affaissement de terrain, l'inventaire national des cavités souterraines permet de localiser celles situées sur la commune.

#### Risques technologiques
En cas d’accident grave, certaines installations nucléaires sont susceptibles de rejeter dans l’atmosphère de l’iode radioactif. La commune étant située dans le périmètre de sûreté autour de la centrale nucléaire du Tricastin, elle est exposée au risque nucléaire. À ce titre les habitants de la commune ont bénéficié, à titre préventif, d'une distribution de comprimés d’iode stable dont l’ingestion avant rejet radioactif permet de pallier les effets sur la thyroïde d’une exposition à de l’iode radioactif. En cas d'incident ou d'accident nucléaire, des consignes de confinement ou d'évacuation peuvent être données et les habitants peuvent être amenés à ingérer, sur ordre du préfet, les comprimés d'iode.

## Toponymie
Provençal vau, du roman vau, val, valh, vall, du latin vallis : val, vallée.

## Politique et administration

### Liste des maires
| Période                                  | Période  | Identité            | Étiquette | Qualité           |
| ---------------------------------------- | -------- | ------------------- | --------- | ----------------- |
| 2001                                     |          | Alain Valladier     | PS        |                   |
|                                          | 2008     | François Barthelemy |           |                   |
| 2008                                     | 2014     | Sandrine Engels     |           |                   |
| 2014                                     | En cours | Muriel Roy-Cros     | SE-DVD    | Chef d'entreprise |
| Les données manquantes sont à compléter. |          |                     |           |                   |

### Jumelages
La commune n'a pas de jumelage en 2020.

## Population et société

### Démographie
L'évolution du nombre d'habitants est connue à travers les recensements de la population effectués dans la commune depuis 1793. Pour les communes de moins de 10 000 habitants, une enquête de recensement portant sur toute la population est réalisée tous les cinq ans, les populations de référence des années intermédiaires étant quant à elles estimées par interpolation ou extrapolation. Pour la commune, le premier recensement exhaustif entrant dans le cadre du nouveau dispositif a été réalisé en 2007.

En 2022, la commune comptait 213 habitants, en évolution de −3,18 % par rapport à 2016 (Gard : +2,97 %, France hors Mayotte : +2,11 %).
| 1793 | 1800 | 1806 | 1821 | 1831 | 1836 | 1841 | 1846 | 1851 |
| ---- | ---- | ---- | ---- | ---- | ---- | ---- | ---- | ---- |
| 170  | 169  | 210  | 262  | 282  | 300  | 308  | 311  | 321  |

| 1856 | 1861 | 1866 | 1872 | 1876 | 1881 | 1886 | 1891 | 1896 |
| ---- | ---- | ---- | ---- | ---- | ---- | ---- | ---- | ---- |
| 344  | 337  | 360  | 288  | 323  | 306  | 284  | 291  | 288  |

| 1901 | 1906 | 1911 | 1921 | 1926 | 1931 | 1936 | 1946 | 1954 |
| ---- | ---- | ---- | ---- | ---- | ---- | ---- | ---- | ---- |
| 223  | 246  | 229  | 214  | 203  | 206  | 188  | 142  | 132  |

| 1962 | 1968 | 1975 | 1982 | 1990 | 1999 | 2006 | 2007 | 2012 |
| ---- | ---- | ---- | ---- | ---- | ---- | ---- | ---- | ---- |
| 132  | 127  | 134  | 140  | 185  | 201  | 225  | 228  | 230  |

| 2017 | 2022 | - | - | - | - | - | - | - |
| ---- | ---- | - | - | - | - | - | - | - |
| 217  | 213  | - | - | - | - | - | - | - |

### Enseignement
Le village dispose d'une école publique. Celle ci se trouve au sein d'un SIRP intercommunal avec 2 autres communes.

## Économie

### Revenus
En 2018  (données Insee publiées en septembre 2021), la commune compte 92 ménages fiscaux, regroupant 202 personnes. La médiane du revenu disponible par unité de consommation est de 21 380 € (20 020 € dans le département).

### Emploi
|                | 2008   | 2013  | 2018  |
| -------------- | ------ | ----- | ----- |
| Commune        | 11,5 % | 8,2 % | 9,2 % |
| Département    | 10,6 % | 12 %  | 12 %  |
| France entière | 8,3 %  | 10 %  | 10 %  |

En 2018, la population âgée de 15 à 64 ans s'élève à 140 personnes, parmi lesquelles on compte 63,8 % d'actifs (54,6 % ayant un emploi et 9,2 % de chômeurs) et 36,2 % d'inactifs,. En  2018, le taux de chômage communal (au sens du recensement) des 15-64 ans est inférieur à celui de la France et du département, alors qu'en 2008 la situation était inverse.
La commune est hors attraction des villes,. Elle compte 32 emplois en 2018, contre 30 en 2013 et 37 en 2008. Le nombre d'actifs ayant un emploi résidant dans la commune est de 78, soit un indicateur de concentration d'emploi de 41,1 % et un taux d'activité parmi les 15 ans ou plus de 46,9 %.
Sur ces 78 actifs de 15 ans ou plus ayant un emploi, 23 travaillent dans la commune, soit 30 % des habitants. Pour se rendre au travail, 88,5 % des habitants utilisent un véhicule personnel ou de fonction à quatre roues, 2,6 % les transports en commun, 2,6 % s'y rendent en deux-roues, à vélo ou à pied et 6,4 % n'ont pas besoin de transport (travail au domicile).

### Activités hors agriculture
14 établissements sont implantés  à Laval-Saint-Roman au 31 décembre 2019.
Le secteur du commerce de gros et de détail, des transports, de l'hébergement et de la restauration est prépondérant sur la commune puisqu'il représente 28,6 % du nombre total d'établissements de la commune (4 sur les 14 entreprises implantées  à Laval-Saint-Roman), contre 30 % au niveau départemental.

### Agriculture
|               | 1988 | 2000 | 2010 | 2020 |
| ------------- | ---- | ---- | ---- | ---- |
| Exploitations | 14   | 10   | 5    | 5    |
| SAU (ha)      | 214  | 160  | nd   | 134  |

La commune est dans les Garrigues, une petite région agricole occupant le centre du département du Gard. En 2020, l'orientation technico-économique de l'agriculture  sur la commune est la viticulture. Cinq exploitations agricoles ayant leur siège dans la commune sont dénombrées lors du recensement agricole de 2020 (14 en 1988). La superficie agricole utilisée est de 134 ha,,.

## Culture locale et patrimoine

### Édifices civils
- Mairie et son beffroi.

### Édifices religieux

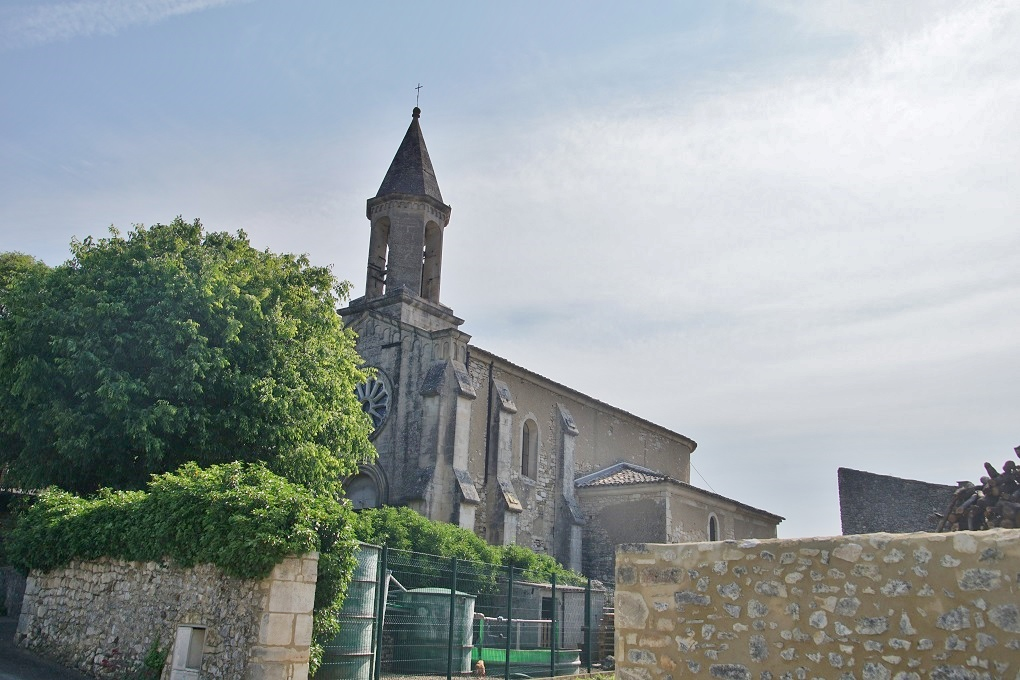
L'église de Laval-Saint-Roman.

- Église paroissiale Sainte-Anne de Laval-Saint-Roman.